# Trinia muricata
Trinia muricata är en flockblommig växtart som beskrevs av Charles Henri Godet. Trinia muricata ingår i släktet Trinia och familjen flockblommiga växter. Inga underarter finns listade i Catalogue of Life.